# Ambrosius Benson
Ambrosius Benson (c. 1495/1500, Ferrara ou Milão – 1550, Flanders) foi um pintor italiano da Renascimento nórdico. 
Mudou-se para Bruges em 1519, onde se naturalizou, e trabalhou como aprendiz do pintor Gerard David. Fez parte de Guilda de São Lucas em Bruges. Teve dois filhos, Willem Benson e Jan Benson, ambos pintores.  
Talvez pela influência de Rogier van der Weyden e sua obra A Madalena lendo, Benson foi um dos primeiros artistas a popularizar imagens de mulheres e livros, utilizando figuras como a de Maria Madalena. Junto com Adriaen Isenbrandt e Jan Provost fez parte da última geração de pintores de Bruges caracterizados por romper com a tradição gótica e introduzir em seu estilo as inovações do renascimento italiano.
Há muitas de sua obras na Espanha pois sua oficina produzia muitas obras para a Península Ibérica. Também conhecido como "Mestre de Segovia". 